# Ставищенський район (Малинська округа)
Ставищенський район — адміністративно-територіальна одиниця УСРР, існував з 1923 по 1925 роки в складі Малинської округи. Районний центр — село Ставище.

## Історія та адміністративний устрій
Район було утворено 7 березня 1923 року у складі Малинської округи з 14 сільських рад колишньої Ставищенської волості Радомисльського повіту: Білківської, Висоцької, Забілоцької, Комарівської, Кочерівської, Негребівської, Озерянської, Осівецької, Поташнянської, Приворітської, Раївської, Раковицької, Ставищанської та Царівської.
Район було ліквідовано 13 березня 1925 року. Сільські ради було розподілено між трьома районами — 8 сільрад (Білківську, Забілоцьку, Комарівську, Кочерівську, Негребівську, Поташнянську, Раївську, Раковицьку) було приєднано до Радомисльського району, 5 сільрад (Висоцьку, Озерянську, Осовецьку, Приворітську, Ставищанську) — до Брусилівського району та 1 сільраду (Царівську) — до Коростишівського району.